# Estadio Vivaldo Lima
El Estadio Vivaldo Lima, conocido como Vivaldão, fue el mayor estadio de fútbol de Manaos, Amazonas (Brasil) y junto con el Estádio Ismael Benigno, atendía a varios equipos de fútbol del estado.
Su localización estratégica en el centro regional, rodeado por la riqueza económica de la ciudad que posee uno de los mayores PIB de Brasil, permitió elegir a Manaos como una de las sedes de la Copa Mundial de Fútbol de 2014.
Después de la elección de Manaos para albergar la Copa, se decretó el final del viejo estadio Vivaldo Lima, que fue demolido para dar paso al nuevo Arena da Amazônia, que tiene capacidad para 40 mil personas.

## Historia
El médico, abogado, profesor y diputado federal Vivaldo Lima fue una de las mayores figuras del deporte en el Estado, siendo:
- Socio Benemérito, Presidente y Presidente de Honor del Nacional Futebol Clube (Manaos);
- Socio Fundador, Presidente e Presidente de Honor del Nacional Fast Clube;
- Socio Honorario del Luso Esporte Clube de Manaus;
- Socio Honorario de la União Esportiva Portuguesa de Manaos.

En homenaje a la memoria del viejo entusiasta del deporte amazonense, se le atribuyó el nombre de "Vivaldo Lima" al estadio de fútbol que se construyó en Manaos en la década de los 60 tras la colocación de la primera piedra en 1958. El proyecto del arquitecto Severiano Mário Porto ganó el Prêmio Nacional de Arquitetura de 1966.
El proceso de inauguración que siguió fue el siguiente:
- Pre-inauguración del césped en febrero de 1969.
- Inauguración del estadio el 5 de abril de 1970, en el que se disputaron dos partidos de fútbol. Inicialmente entre las selecciones B (reservas) de Brasil y del Amazonas, y después entre las selecciones A (titulares). En ambos partidos la Selección Brasileira ganó por 4 a 1. Este evento fue presenciado por el presidente de la FIFA, Stanley Rous, y por el presidente de la Confederación Brasileña de Fútbol, João Havelange. Los cuatro goles de la selección B de Brasil los marcó Dadá Maravilha.
- Inauguración de las nuevas instalaciones (iluminación, panel electrónico, etc.) el 7 de marzo de 1971. El exsenador (1951-1967) Vivaldo Lima hijo fue invitado y estuvo presente en esta inauguración del estadio que lleva el nombre de su padre. Se disputaron dos partidos de fútbol durante el evento llamado "Festa da Gratidão". El Nacional Fast Clube venció al Rodoviária por 2 a 1 (preliminar) y el Rio Negro venció al Nacional Futebol Clube por 2 a 1. El torneo se cerró el 17 de marzo de 1971 con la final entre el Fast Clube y Clube Atlético Mineiro (Belo Horizonte, MG). Con la victoria por 1 a 0, el Atlético Mineiro se proclamó campeón.
- Posteriormente, hubo otras inauguraciones de complementos construidos y reformas parciales, la principal en 1995.

### Copa Mundial de Fútbol 2014
Para ser una de las sedes de la Copa Mundial de Fútbol de 2014, Manaos apostó por la demolición y reconstrucción del Vivaldão, el cual tenía una capacidad para 31 000  y, tras las reformas previstas, su aforo se ampliará hasta llegar a los 60 000. El nuevo estadio sería llamado Arena da Amazônia. 
El local se transformará y tendrá un espacio de deporte, ocio y una zona de compras. La idea es que el espacio se utilice durante los siete días de la semana y combine actividades deportivas y de ocio.
Las inversiones para adecuar la ciudad de Manaos a las recomendaciones de la FIFA giran en torno a 6 billones de R$ (2 billones y medio de dólares) y se distribuirán durante los cinco años de preparación para el Mundial. De esta suma, 580 millones de R$ (poco más de 250 millones de $USD) se destinarán a la construcción del nuevo estadio.
En lo concerniente al sistema de transporte, el proyecto prevé la construcción de un metro de superficie y el alargamiento de las vías públicas. El embarque y el desembarque también preocupan a la ciudad, que coloca entre sus prioridades la modernización del Aeropuerto Internacional Eduardo Gomes.

## Características
El Vivaldão tenía una capacidad para 50 000 personas. El estadio forma parte del sector deportivo de Manaos, que engloba la moderna Villa Olímpica de Manaos, el Amadeu Teixeira Arena y el Sambódromo.
Poseía un sistema de sonido importado de Bélgica, tornos electrónicos y el césped tiene sistema de riego automático con drenajes verticales y horizontales. Recibió un nuevo marcador electrónico en diciembre de 2006, que fue oficialmente inaugurado el 14 de febrero de 2007, durante el partido entre el Nacional Fast Clube y el Club de Regatas Vasco da Gama, para la Copa de Brasil; costó 30 mil R$ (alrededor de 13 mil dólares) al gobierno del estado.